# Ivan R. Gates
Ivan Rhuele "Van" Gates (15 tháng 1 năm 1890 - 24 tháng 11 năm 1932) là một phi công và doanh nhân người Mỹ. Khi còn là thành viên của Sở cảnh sát San Francisco, ông được ghi nhận là người đầu tiên vận chuyển tù nhân bằng đường hàng không. Ông thành lập hay đồng sáng lập Gánh xiếc bay Gates (Gates Flying Circus), đạt được nhiều thành công và nổi tiếng vào những năm 1920. Sau đó, ông và nhà thiết kế Charles Healy Day thành lập Công ty Máy bay Gates-Day, sau này được đổi tên thành Công ty Máy bay New Standard, chuyên thiết kế và sản xuất máy bay.

## Đầu đời
Gates sinh ra ở Rockford, Minnesota, trong gia đình có cha mẹ là người Anh gốc Scotland. Mẹ ông mất khi ông hai tuổi. Gia đình sau đó chuyển đến Detroit, tại đó ông học trung học trong ba năm. Năm 18 tuổi, ông lên đường đến California.
Năm 1910, tại San Francisco, ông làm nhân viên bán xe hơi và thỉnh thoảng đua xe. Năm đó, phi công người Pháp Louis Paulhan đang có chuyến công du Hoa Kỳ, tham gia triễn lãm hàng không và cuộc thi bay. Thời tiết xấu trong ngày 24 tháng 1, nhưng Paulhan đã bay một chiếc máy bay hai cánh Farman trong 12 phút qua Đường đua Tanforan sau khi điều kiện thời tiết được cải thiện một chút, cho Gates thấy ngành hàng không có thể hái ra tiền.

## Barnstormer và doanh nhân
Ông đã mua một chiếc máy bay từ một bác sĩ ở Thành phố Kansas, người đã chế tạo chiếc máy bay, với giá 2.000 đô la. Đối tác người Thụy Sĩ của ông đã nhìn một lượt vào chiếc máy bay mỏng manh và bỏ đi. Sau đó, Gates đã bay một chuyến với chiếc máy bay và cố gắng tăng độ cao lên 20 foot (6,1 m) trong chuyến bay đầu tiên của mình. Ông lấy bằng phi công năm 1911, đủ điều kiện trở thành thành viên của Early Birds of Aviation.
Ông đã tham dự Giải Grand Prix Mỹ năm 1915, cuộc đua đầu tiên của mùa giải Grand Prix 1915, ông lái một chiếc Renault nhưng đã rút lui trước khi cuộc thi bắt đầu.
Vào cuối tháng 6 năm 1917, Ivan R. Gates quảng bá và quản lý "Triển lãm ô tô đã qua sử dụng đầu tiên của Oakland", Ivan R. Gates cùng với công ty thường xuyên quảng cáo những chiếc xe đã qua sử dụng của họ "được miêu tả trung thực" trên tờ San Francisco Examiner.
Vào ngày 1 tháng 11 năm 1919, với tư cách là sĩ quan cảnh sát San Francisco, ông được chỉ đạo đưa James Kelly, tội phạm bị giam giữ vì tàng trữ vũ khí bất hợp pháp, từ Alameda đến San Francisco, giao hắn cho Cảnh sát trưởng DA White. Kelly sợ đi máy bay, nhưng được thuyết phục đi với đảm bảo rằng hắn sẽ phải chịu mức án tối thiểu là sáu tháng và được ân xá sau bốn tháng. Kỳ tích áp giải bay này đã được đưa tin tức trên khắp Hoa Kỳ và Canada. Các tờ báo như Boston Globe cho biết đây là lần đầu tiên một tù nhân được vận chuyển bằng đường hàng không.
Gates trở thành người làm việc triển lãm, thành lập hay đồng sáng lập với Clyde Pangborn Gánh xiếc bay Gates (Gates Flying Circus) vào năm 1921. Đây là nhóm biểu diễn ngoạn mục nhất trong số những nhóm bay biểu diễn gây bão vào những năm 1920, thu hút hàng chục hàng nghìn người đến mỗi cuộc biểu diễn. Một bài báo trên tạp chí Time ước tính đã tổ chức 2.000 chuyến bay trình diễn trên không ở 44 tiểu bang. Nhóm cũng đã lưu diễn ở Canada và Mexico. Trong số các phi công của ông có Pangborn "Lộn ngược", Didier Masson và William S. Brock. Pangborn là đồng sở hữu của gánh xiếc, phi công trưởng và giám đốc điều hành. Gates từng là quản lý của Masson vào những năm 1910. Bản thân Gates cũng không bay nhiều, chỉ tích lũy được 600 giờ bay tổng thể. Kinh nghiệm lái xe của ông tỏ ra hữu ích cho những pha nguy hiểm liên quan đến việc chuyển đổi giữa máy bay và ô tô.
Theo tờ Chicago Tribune, Gates cảm thấy những ngày biểu diễn bay lượn sắp kết thúc, với việc hàng không trở nên phổ biến hơn và chính phủ ngày càng bổ sung nhiều quy định hơn, vì vậy vào ngày 17 tháng 10 năm 1927, ông hợp tác với Charles Healy Day, nhà thiết kế của máy bay Standard J thành lập Công ty Máy bay Gates-Day chuyên thiết kế và chế tạo máy bay cũng như vận hành Gates Flying Circus. Cuối cùng, ông bán quyền lợi của mình trong công ty và thành lập Tập đoàn Máy bay Gates và Dịch vụ bay Gates, có trụ sở đặt tại Sân bay Holmes ở New York. Sự khởi đầu của cuộc Đại suy thoái đã đưa Công ty Máy bay Gates-Day, sau đó đổi tên thành Công ty Máy bay New Standard, phá sản vào năm 1931, và sau đó thì các doanh nghiệp mới của Gates cũng đổ vỡ.

## Đời tư
Vào ngày 18 tháng 11 năm 1916, Gates kết hôn với Clemence Bordenave Thompson, là góa phụ trẻ, vợ của nhà môi giới chứng khoán, triệu phú Frank H. Thompson và là một ca sĩ opera đầy tham vọng. Họ ly thân vào tháng 2 năm 1919, và cô làm giấy tờ xin ly hôn vào tháng 6 năm 1921.
Vào thời điểm qua đời, ông đã kết hôn với Hazel, vợ của ông cũng là một phi công.

## Qua đời
Do tình trạng tiền bạc thất bát và sức khỏe sa sút của mình, vào ngày 24 tháng 11 năm 1932, ông lúc đó 42 tuổi, đã nghĩ quẩn, chán nản rồi tự tử bằng cách nhảy từ căn hộ Manhattan của ông, bất chấp những cố gắng của người vợ nhằm ngăn ông lại.

## Di sản
Năm 1976, ông được giới thiệu vào Đại sảnh Danh vọng Hàng không New Jersey.
Một bộ sưu tập sổ lưu niệm, hình ảnh và tài liệu về ông được giữ bởi Đại học Bang Wright. Bảo tàng Hàng không có một bộ sưu tập Gates Flying Circus.